# Tamaya Technics
Tamaya Technics Inc. (japanisch タマヤ計測システム株式会社 Tamaya keisoku shisutemu kabushiki kaisha) ist ein japanischer Hersteller von optischen Geräten und Messinstrumenten. Sein Hauptsitz befindet sich im Bezirk Shinagawa der Präfektur Tokio.

## Geschichte
Im Jahr 1675 gründete ein Japaner namens Tozaemon Tamaya ein Geschäft für optische Linsen und Augengläser. Der Name des Geschäftes lautete „Tamaya Megane-Ten“. Während der Meiji-Periode (1868–1912) wurde „Tamaya Megane-Ten“ im Jahr 1901 in „Tamaya Shōten“ umbenannt und eine Gesellschaft gegründet. „Tamaya Shōten“ war das erste japanische Unternehmen, das optische Vermessungsgeräte von Übersee nach Japan importierte und vertrieb sowie in der Folge derartige Geräte selbst herstellte. 1894 ließ sich „Tamaya Shōten“ das erste optische Längenmessgerät patentieren. Zu den Produkten gehörte auch ein Taschenkompass. Seit 1901 firmierte das Unternehmen als Aktiengesellschaft in zwei Bereichen. „Tamaya Shōten Co., Ltd.“, deren Produktion eine eher militärische als zivile Ausrichtung hatte und „Tamaya Co., Ltd.“, die sich mehr an private Kunden richtete. Beide hatten ihren Sitz in Tokio.

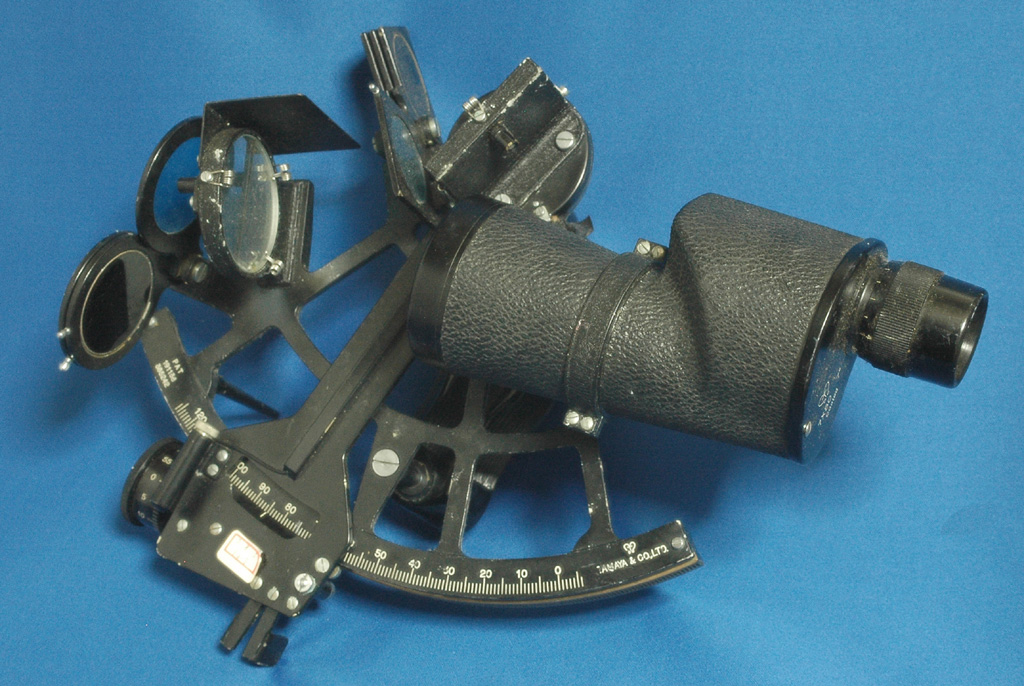
Tamaya Sextant MS-3L

Während der Taishō-Periode produzierte „Tamaya Shōten“ mehr und mehr eigene Entwicklungen, anstatt Importe aus dem Ausland zu vertreiben oder unter Lizenz herzustellen. Es wurden Theodolite und ab 1922 die ersten eigenen Sextanten in Japan produziert. Tamaya hat sich auf die Herstellung, den Vertrieb und den Export von optischen Vermessungs-, Mess-, Navigations- und Zeichengeräten, sowie Wetter-Equipment und optische Instrumente spezialisiert. Bis zum Ende des Jahres 1964 hatte das Unternehmen mehr als 41000 Geräte hergestellt. In der frühen Produktion kamen Teleskope aus Deutschland zum Einsatz, diese wurden in den 1970er Jahren durch japanische Produkte ersetzt. Im Jahr 1978 wurden die beiden Gesellschaften wieder vereint und 1983 in Tamaya Technics Inc. umbenannt.
Die Kyowa Electronic Instruments Co., Ltd. hat das Unternehmen 2017 übernommen und hält 100 % der Aktien.